# Harpacticella inopinata
Harpacticella inopinata är en kräftdjursart som beskrevs av Georg Ossian Sars 1908. Harpacticella inopinata ingår i släktet Harpacticella och familjen Harpacticidae. Inga underarter finns listade i Catalogue of Life.